# Medien in Polen
In der Verfassung Polens von 1997 wird die Pressefreiheit in Art. 54 garantiert. Hörfunk- und Fernsehsender werden seit 2016 von der staatlichen Aufsichtsbehörde Rada Mediów Narodowych (Rat Nationaler Medien) lizenziert und kontrolliert.

## Hörfunk und Fernsehen
Im Oktober 2007 gab es in Polen 51 Fernseh- und 251 Radiosender.
Der öffentlich-rechtliche Rundfunk wird vom polnischen Fernsehen Telewizja Polska (TVP) veranstaltet. TVP sendet zwei nationale Vollprogramme (TVP1 und TVP2) und weitere Spartenkanäle. Regionales Fernsehen wird von 16 regionalen TVP-Niederlassungen in Form eines gemeinsamen Sendernetzwerks unter der gemeinsamen Dachmarke TVP Regionalna veranstaltet, die außerhalb ihrer eigenen regionalen Fensterprogramme ein gemeinsames Mantelprogramm produzieren. Telewizja Polska betreibt auch das Auslandsfernsehen TVP Polonia. Der Kulturkanal TVP Kultura ist bereits seit 2005 in Betrieb. Außerdem werden durch Polskie Radio mehrere landesweite, das Auslandsprogramm Zagranica und regionale Radioprogramme ausgestrahlt. Obwohl Polskie Radio bei der Gründung des Fernsehens beteiligt war, werden öffentlich-rechtliches Radio und Fernsehen in Polen getrennt veranstaltet.
Die größten privatwirtschaftlichen Fernsehstationen sind TVN und Polsat.
TVN bietet eine breite Palette an Programmen an. Im Hauptsender laufen Unterhaltungs- und Informationssendungen, sowie Spielfilme. Zudem gibt es weitere Themenkanäle wie TVN24 (für Nachrichten), TVN 7 (für Spielfilme) und TVN Meteo (für Wetterberichte). 2003 wurden mit TVN Turbo (Autosport) und 2004 mit TVN Style (Lifestyle und Mode) und TVN International weitere Ableger gestartet.
In Polen gibt es einige katholische Sender. TV Puls sendet seit März 2001 ein Fernsehprogramm, das von polnischen Franziskanern produziert wird und nach eigenen Angaben ein familienfreundliches Programm ohne Gewalt und Pornografie anbietet.
Neben den privaten frei empfangbaren Sendern spielt das Bezahlfernsehen in Polen eine große Rolle. So gab es 2013 11,5 Millionen Abonnenten von Pay-TV, was 80 % der Fernsehzuschauer entspricht. 1994 startete der erste polnische Pay-TV-Sender Canal+. Den größten Marktanteil im Pay-TV hatte 2012 TVN24 mit 3,06 Prozent. Es folgten Polsat 2 (1,37 %), Polsat News (0,90 %) und AXN (0,81 %).
Zu den populärsten landesweit ausgestrahlten Radiosendern gehören Trójka, das dritte Programm des staatlichen Rundfunks (Polskie Radio), sowie die privatwirtschaftlichen Sender RMF FM und Radio Zet.
Das Auslandsradio Polskie Radio dla zagranicy sendet in fünf Sprachen (früher auch in Deutsch mit UKW-Frequenz in Berlin) und kann heute über Satellit oder via Internet empfangen werden.
Ein umstrittener Sender ist Radio Maryja. Das von dem katholischen Priester Tadeusz Rydzyk geleitete Programm wurde wegen rechtsextremer Aussagen sowohl von liberalen und sozialdemokratischen Politikern, als auch von der polnischen Bischofskonferenz mehrfach gerügt. Im Februar 2003 genehmigte die KRRiT den von Radio Maryja beantragten Fernsehsender TV Trwam.

## Deutsche Medien in Polen (Auswahl)
- Monatlicher Newsletter und Wirtschaftsnachrichten der Deutsch-Polnischen Außenhandelskammer
- Die Polen-Analysen, Herausgeber: Deutsches Polen-Institut Darmstadt, Bremer Forschungsstelle Osteuropa und Deutsche Gesellschaft für Osteuropakunde herausgegeben (seit 2006 zweimal monatlich als E-Mail-Dienst)

## Jugendschutz
Im polnischen Fernsehen werden durchgehend (vom Beginn bis zum Ende einer Sendung) Symbole eingeblendet die das Mindestalter für eine Sendung anzeigen. So findet man z. B. ein gelbes Viereck mit der Ziffer 12, was darauf hinweist, dass die Sendung nicht für unter Zwölfjährige geeignet ist. Dieses neue System wurde im August 2005 eingeführt. Die heutigen Symbole sind seit August 2011 in Gebrauch. Zuvor gab es einen grünen Punkt (ohne Altersbeschränkung), ein gelbes Dreieck mit den Altersangaben „7“, „12“ oder „16“, sowie einen roten Punkt (ab 18 Jahren).
Ausgenommen von dieser Kennzeichnung sind Informations- und Sportsendungen, sowie Werbung.
Symbole
- grünes Viereck mit Gesicht – frei für alle Altersgruppen bzw. Zuschauer
- blaues Viereck mit der Ziffer 7 – kann leichte vulgäre Ausdrücke und Gewaltszenen ohne Blut enthalten
- gelbes Viereck mit der Ziffer 12 – kann vulgäre Ausdrücke, Gewalt- und Sexszenen enthalten
- oranges Viereck mit der Ziffer 16 – kann scharfe vulgäre Ausdrücke, erhebliche Gewaltszenen und mehrere Sexszenen enthalten. Ausstrahlung nur zwischen 20:00 und 6:00 Uhr.[5]
- rotes Viereck mit Schlüssel – nur für Erwachsene, enthält übermäßig viele Gewaltszenen und deutliche Sexszenen. Ausstrahlung nur zwischen 23:00 und 6:00 Uhr.[6]

## Zeitungen und Zeitschriften
Es gab 2007 über 300, meist regionale oder lokale, Tageszeitungen. Tageszeitungen und politische Magazine sind praktisch durchgängig neoliberal ausgerichtet. Bei den regionalen Tageszeitungen sind der Verlag Polska Press und – nach der Übernahme der polnischen Gesellschaften der norwegischen Orkla-Gruppe – die Mecom Group tonangebend. Seit 2003 gibt es eine Art polnische Bild-Zeitung, die Boulevard-Zeitung Fakt, die auch dem Springer-Verlag gehört. Fakt hat inzwischen die Gazeta Wyborcza des früheren Dissidenten Adam Michnik als auflagenstärkste Tageszeitung abgelöst. Bereits seit 1991 erscheint eine weitere (kleinere) Boulevard-Zeitung, Super Express, die heute zur Gruppe ZPR des Unternehmers Zbigniew Benbenek gehört. Überregionale Tageszeitungen sind ferner die liberal-konservative Rzeczpospolita, die eher linke Trybuna, sowie die katholisch-rechtskonservative Nasz Dziennik.
Im Oktober 2007 erschien mit Polska The Times eine weitere überregionale Tageszeitung. Sie erscheint im Polska-Press-Verlag und basiert auf deren regionalen Tageszeitungen. Der Titel hat bislang die selbst gesteckten Ziele nicht erreicht. Auch ein weiterer Versuch, neben Gazeta Wyborcza und Rzeczpospolita eine nationale Qualitätszeitung zu etablieren, darf als gescheitert angesehen werden: Dziennik, ebenfalls aus dem Axel-Springer-Verlag und im April 2006 gestartet, teilte im Juni 2009 seine geplante Verschmelzung mit der etablierten Wirtschafts-Tageszeitung Gazeta Prawna mit.
Gerade bei den politischen Wochenmagazinen Wprost, Polityka und Newsweek Polska schlägt sich die Konkurrenz um potente Anzeigenkunden aus der Wirtschaft in der redaktionellen Ausrichtung nieder. Eine große Anzahl an Frauen-, Auto- und sonstigen Hobby-Zeitschriften ist an jedem Kiosk erhältlich.

## Pressefreiheit und Medienkonzentration
In der Vergangenheit wurde vielfach der starke Konzentrationsprozess auf dem polnischen Medienmarkt kritisiert. In der weltweiten Rangliste der Pressefreiheit aus dem Jahr 2010 lag Polen auf dem 32. Rang von 178, das war damals bereits eine Verbesserung um fünf Plätze innerhalb eines Jahres. In den nächsten drei Jahren (bis 2013) konnte eine weitere Verbesserung um 10 Plätze auf Rang 22 erzielt werden. Hervorzuheben seien nach Ansicht des Medienportals euractiv.de die vielfältige Medienlandschaft im Vergleich zu ganz Osteuropa und der verhältnismäßig geringe staatliche Einfluss, insbesondere am Zeitungsmarkt. Kritisiert wird hingegen der von Schlagzeilen bestimmte Boulevardjournalismus, da Zeitungen in Polen meist nicht über Abonnements verkauft werden, sondern hauptsächlich am Kiosk. Demgegenüber schreibt Reporter ohne Grenzen, in Polen sei der politische Einfluss auf die Medien vor allem durch Einschüchterung bestimmt. So gebe es gegen namhafte Zeitungen Schadensersatzprozesse und Verleumdungsklagen, denen nur die finanzstarken überregionalen Medienhäuser zum Teil standhalten könnten; für kleinere Zeitungen könne dies trotz Pressefreiheit existenzbedrohend sein.
2006 wurde Polsat durch den Landesrundfunkrat (KRRiT) zu einer Strafe von 130.000 Euro verurteilt. Grund war, dass Kazimiera Szczuka eine Moderatorin von Radio Maryja imitiert und als „altes Mädchen“ bezeichnet hatte, was die staatliche Behörde als Verspottung Behinderter und des Gebets auslegte.
Das Magazin Sukces trennte aus seiner Ausgabe vom April 2006 aus 90.000 bereits gedruckten Exemplaren die Seiten 17 und 18 heraus, da hier ein regierungskritischer Artikel von Manuela Gretkowska abgedruckt war. Der Verleger Zbigniew Jakubas sagte, er müsse sonst eine Strafe der KRRiT befürchten. Zuvor hatten ihm Beamte des polnischen Präsidentenamtes empfohlen, die Seiten zu entfernen.
Der erfolgreiche Abschluss der Koalitionsverhandlungen im Jahr 2005 der Partei PiS (Recht und Gerechtigkeit) von Lech Kaczyński mit der Liga Polnischer Familien und der Samoobrona wurde dem katholischen Fernsehsender TV Trwam und Radio Maryja vorab mitgeteilt. Bei der danach folgenden offiziellen Pressekonferenz verließen die Journalisten diese daraufhin aus Protest.

## Umbau der öffentlich-rechtlichen Medien ab 2016 durch die PiS
Ende Dezember 2015 stimmten das polnische Parlament und der Senat einem vom neuen Kabinett Szydło eingebrachten Gesetz zur Reform der öffentlich-rechtlichen Medien (Radio, Fernsehen und die staatliche Nachrichtenagentur PAP) mehrheitlich zu. Teil des Gesetzes ist der direkte Einfluss der Regierung in die Personalpolitik der öffentlich-rechtlichen Sender, der nach Ansicht von Kritikern im In- und Ausland kritischen Journalismus behindere.
Zur Kontrolle der Senderleitungen wurde ein „Rat für nationale Medien“ als neues Aufsichtsgremium geschaffen, dessen Mitglieder mehrheitlich Kandidaten der PiS sind. Dieser Rat wurde noch 2016 vom polnischen Verfassungsgericht als verfassungswidrig eingestuft.

## Repolonisierung der Medien 2021
Im Jahre 2021 versuchte die PIS-Regierung, die Lizenzen für Fernsehsender, die mehrheitlichen ausländischer Eigentümer gehören, zu beschränken. Die Maßnahmen sollen sich laut Kritikern gegen den Discovery-Sender TVN richten. Ziel der PIS-Partei ist es das Medien im Besitz von polnische Eigentümer sein sollen. Im Dezember 2020 kaufte der Ölkonzern Orlen alle Medien der deutschen Verlagsgruppe Passau auf, damit sind über 80 Prozent der Lokalpresse im Lande in der Kontrolle des Polnischen Staates. Das neue Mediengesetz von der Regierung sieht vor, dass Unternehmen, die ihren Sitz nicht im Europäischen Wirtschaftsraum (EWR) haben, nicht mehr als 49 Prozent der Anteile an polnischen Medien kontrollieren dürfen. TVN hat einen Sitz in den Niederlanden und wird von der „Polish Television Holding BV“ verwaltet, mit dem Neuen Vorschlag der PIS-Partei sollen mehrheitlichen Medienbesitz auch Firmen verbieten, die zwar in einem EWR-Land ihren Sitz haben, aber von Firmen außerhalb des EWR „kontrolliert“ werden, auch wurde der Gesetzentwurf mit der Sicherheit des Staates Polen begründet. Das Gesetz wird in der Öffentlichkeit als Lex TVN bezeichnet. 4 Tage vor dem Ende wurde die Sendelizenz von TVN24 verlängert.